# Arboretum des Quintes
El Arboreto de Quintes (en francés : Arboretum des Quintes), es un arboreto, de 5 hectáreas de extensión, que se encuentra en Laigné-en-Belin, Francia.

## Localización
Arboretum des Quintes Laigné-en-Belin, Département de Sarthe, Pays de la Loire, Francia. 
Planos y vistas satelitales, 47°52′41″N 0°13′47″E / 47.87806, 0.22972
Está abierto a diario todo el año al público en general y la entrada es gratuita.

## Historia
La comuna de Laigné-en-Belin que una vez fue una zona propicia para el cultivo del cáñamo con uso textil para hacer sacos y en la cordelería.
Una construcción de secadero de cáñamo todavía está presente en la ciudad y fue devuelto al servicio en 2001, durante la feria agrícola con el tema « le chanvre d'hier et d'aujourd'hui » ("el cáñamo de ayer y de hoy").

## Colecciones
Alberga varios cientos de árboles y arbustos, con robles, avellanos, árboles frutales . . 
Una hectárea está plantada con paisajes representativos del departamento de Sarthe, incluyendo setos y huertos.